# Natale a casa Deejay
Natale a casa Deejay è un film del 2004, diretto da Lorenzo Bassano e liberamente ispirato a Canto di Natale di Charles Dickens. Il film, girato a Vimercate, in provincia di Monza e Brianza, è interpretato dai deejay di Radio Deejay, ed è il primo film ad essere stato realizzato da una emittente radiofonica. Il lungometraggio è stato distribuito direttamente in home video.

## Trama
In una ambientazione di stampo steampunk, il cavaliere Di Molfetta (Linus) è il cinico proprietario di Tubo Deejay, una versione antesignana della moderna radio, che grazie ad un brevetto riesce a trasmettere musica in tutta la città.
Tre dipendenti di Tubo Deejay (il Trio Medusa) propongono al loro direttore di trasmettere musica natalizia, per incoraggiare lo spirito festivo della città. Il cavaliere, non soltanto rifiuta la proposta, ma licenzia i tre dipendenti.
Quella stessa notte il cavaliere ha la visione di tre fantasmi: il fantasma del natale del passato (DJ Angelo), il fantasma del natale del presente (Platinette) ed il fantasma del natale del futuro (Alessio Bertallot). I tre fantasmi gli mostrano come era la sua vita da bambino e come sarà in futuro se continuerà ad essere così malvagio.
Al suo risveglio il cavaliere Di Molfetta, decide di redimersi ed abbracciare lo spirito natalizio, convocando i propri dipendenti per augurargli il buon natale.
Il film si chiude sulle note della canzone Natale allo zenzero di Elio e le Storie Tese.

## Produzione

### Cast
Oltre agli speaker della radio, nel film sono presenti anche alcune guest star di rilievo come Fiorello, Gianni Morandi, Gerry Scotti, Paola Cortellesi, gli Articolo 31 e Stefano Baldini. 
- Linus
- Albertino
- Daria Bignardi
- Digei Angelo
- Platinette
- Trio Medusa
- Luciana Littizzetto
- J-Ax
- DJ Jad
- Joe T Vannelli
- Guido Bagatta
- Stefano Baldini
- Alessio Bertallot
- Elio e le Storie Tese
- Paola Cortellesi
- Leandro Da Silva
- Mario Fargetta
- Alex Farolfi
- Dj Giuseppe
- Fiorello
- Ronnie Hanson
- Ilario Albertani
- Lauretta
- Vic
- Gianni Morandi
- Paoletta
- La Pina
- Roberto Ferrari
- Giorgio Prezioso
- Aldo Rock
- Nicola Savino
- Gerry Scotti
- Tommy Vee
- Nicola Vitiello
- Gabry Ponte
- Nikki
- Laura Antonini